# Sutera
Sutera je italská obec ve Volném sdružení obcí Caltanissetta (dříve provincie Caltanissetta) v centrální části Sicílie. V obci Sutera bylo k 31. srpnu 2020 registrováno 1 259 obyvatel, Historické městečko Sutera je od roku 2013 jedním z 308 členů (stav k prosinci roku 2020) asociace I Borghi più belli d'Italia (Nejkrásnější historická sídla v Itálii).

## Geografie
Sutera leží v nadmořské výšce 590 metrů na úpatí strmého skalnatého vrchu San Paolino (820 m n. m.) v suché kopcovité krajině centrální Sicílie. Městečko je vzdálené od Caltanissetty zhruba 40 km a od Palerma asi 100 km. Historické centrum kolem hory San Paolino je tvořené třemi městskými čtvrtěmi - Rabato, Rabatello a Giardinello.
Západně od obce protéká od severu k jihu řeka Platani, která pramení v pohoří Sicani. Údolím řeky Platani vede silnice SS189 do Agrigenta a zároveň také železniční trať Termini Imerese (Palermo) – Agrigento. Železniční stanice Sutera na uvedené trati je od centra obce vzdálená po místních komunikacích zhruba 7,5 km.

## Historie
Podle archeologických nálezů byla lokalita osídlena původním sicanským obyvatelstvem již v 7. století př. n. l. V 6. století př. n. l. do oblasti kolem skalnatého vrcholu San Marco přišli řečtí kolonisté z Gely, kteří zde zavedli kult bohyně Artemidy „Ochránkyně“ (Artemis Sotéira), od čehož je odvozen jeden z možných výkladů původu názvu obce Sutera. V byzantském období mezi 4. a 6. stoletím n. l. na území nynější obce Sutera působili basiliánští mniši řeckokatolické církve, jak mj. dokazují pozůstatky fresek, místně nazývaných figureddi, které se nacházejí v hypogeu na San Marcu.

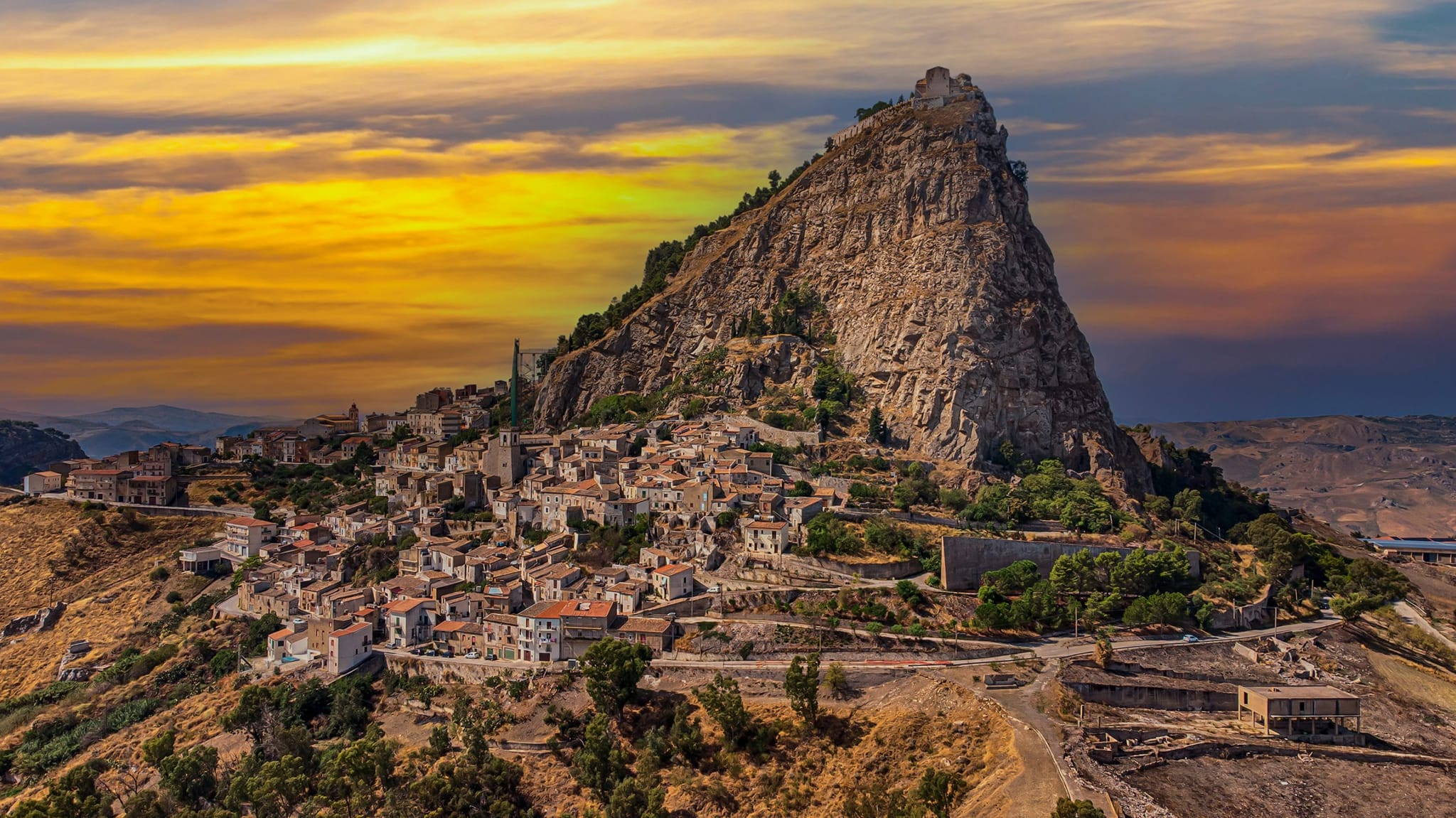
Sutera při zemětřesení 5.dubna 2023

V roce 860 Suteru ovládli Arabové (pravděpodobně severoafričtí Berbeři), kteří zde založili svou čtvrť Rabato (z arabského Ràbad, tj. sídlo za hradbami). Od 11. století Sutera, stejně jako celá Sicílie, byla pod vládou Normanů, které od konce 12. století vystřídali Štaufové, počínaje Jindřichem VI.
V průběhu dalších staletí Sutera střídavě buď patřila sicilské koruně, nebo byla lénem místních šlechticů.  V 15. a 16. století bývala Sutera významným střediskem Val di Mazara, jedné ze tří správních oblastí, na něž byl rozdělen ostrov Sicílie.
Město leží v seismickém pásmu 2, slabá zemětřesení je postihují každoročně.

### Těžba síry
Ve dnech 20. a 24. září 1905 došlo k velkým sesuvům skalního masívu hory San Paolino na obydlenou oblast Sutery. Dvě desítky obyvatel byly zraněny a jeden člověk zemřel. Čtvrť Giardinello, která byla zcela zničena, musela být evakuována a její obyvatelé byli dočasně ubytováni ve městech Campofranco a Milocca. Podle tiskových zpráv z roku 1905 měla Sutera v uvedené době celkem asi 3 800 obyvatel. Za příčinu sesuvu bylo považováno zřícení důlních chodeb uvnitř masívu San Paolina, kde se od roku 1902 těžila síra. Na katastrálním území Sutery v lokalitě Cimicia se nacházejí další zaniklé doly na síru (italsky solfara, sicilsky pirreira), které patřily benediktinům z Palerma – Tenuta, Zorra di Martino a Abate Figlia.

## Hospodářství
Oblast je převážně zemědělská, pěstují se zde olivy, mandle, pšenice, chovají se ovce a skot, prodává se zejména ovčí sýr a med.

## Pamětihodnosti
- Duomo di Maria Santissima Assunta – chrám Nanebevzetí Panny Marie ve čtvrti Rabato, postavený v roce 1370 na místě mešity z 9. století
- Chiesa di Sant'Agata – kostel svaté Agáty z 15. století, spojený s benediktinským klášterem
- Santuario diocesano di San Paolino e convento dei religiosi filippini – klášter Kongregace oratoria sv. Filipa Neri z 18. století s kostelem sv. Paulina z Noly a stříbrnými relikviáři s ostatky sv. Paulína, poustevníka Onufria a Archileona, spolupatronů města Sutera; cíl poutí je na vrcholu hory San Paolino; spojení dvěma úseky moderního výtahu.
- Palazzo Salamone – ruiny paláce šlechtické rodiny Salamone
- Rocca San Marco – kopec s výraznými skalami a skalními věžemi na vrcholu. Na kopci, ležícím asi 1,5 km východně od Sutery, jsou pozůstatky svatyně z byzantského období
- Sito archeologico di contrada Raffo – archeologická lokalita Raffo
- Chiesa di Maria Santissima del Carmelo – kostel Panny Marie Karmelské, patronky města; založen roku 1185, přestavěn po roce 1664 a znovu roku 1934.
- Museo etno-archeologico – národopisné a archeologické muzeum, sídlí ve zrušeném barokním konventu karmelitánů při kostele Panny Marie Karmelské

## Slavnosti

### Pouť na horu San Paolino
Koná se každoročně v době velikonoc; dříve byla Sutera zastávkou na trase Agrigento–Palermo velké poutní cesty Via Francigena.

### Živý betlém
Ve starobylé čtvrti Rabato, která si zachovala charakter středověkého arabského sídla s úzkými uličkami a domy, navršenými nad sebou, jsou každoročně o Vánocích pořádána představení tzv. živého betléma (italsky presepe vivente). Obyvatelé Sutery kromě biblických scén během představení předvádějí i ukázky ze života obce a místních řemesel.

## Sutera ve filmu
Americký režisér Michael Cimino natáčel v Suteře a jejím okolí scény do svého filmu Sicilián (1987). Film byl natočen podle stejnojmenného románu Maria Puza, popisujícího osudy sicilského bandity Salvatora Giuliana.

## Galerie

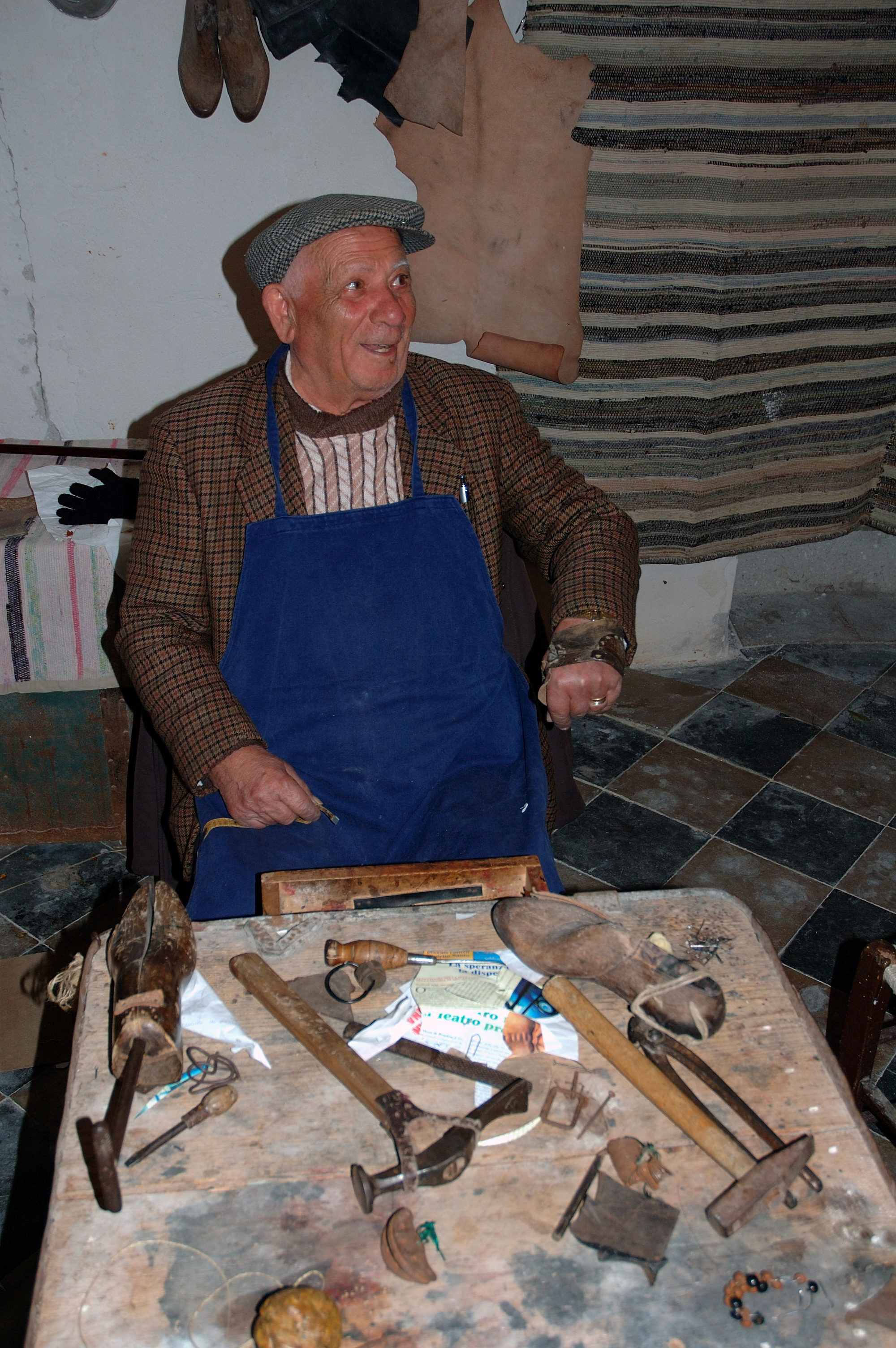
Účastník „živého betléma“ předvádí ševcovské řemeslo
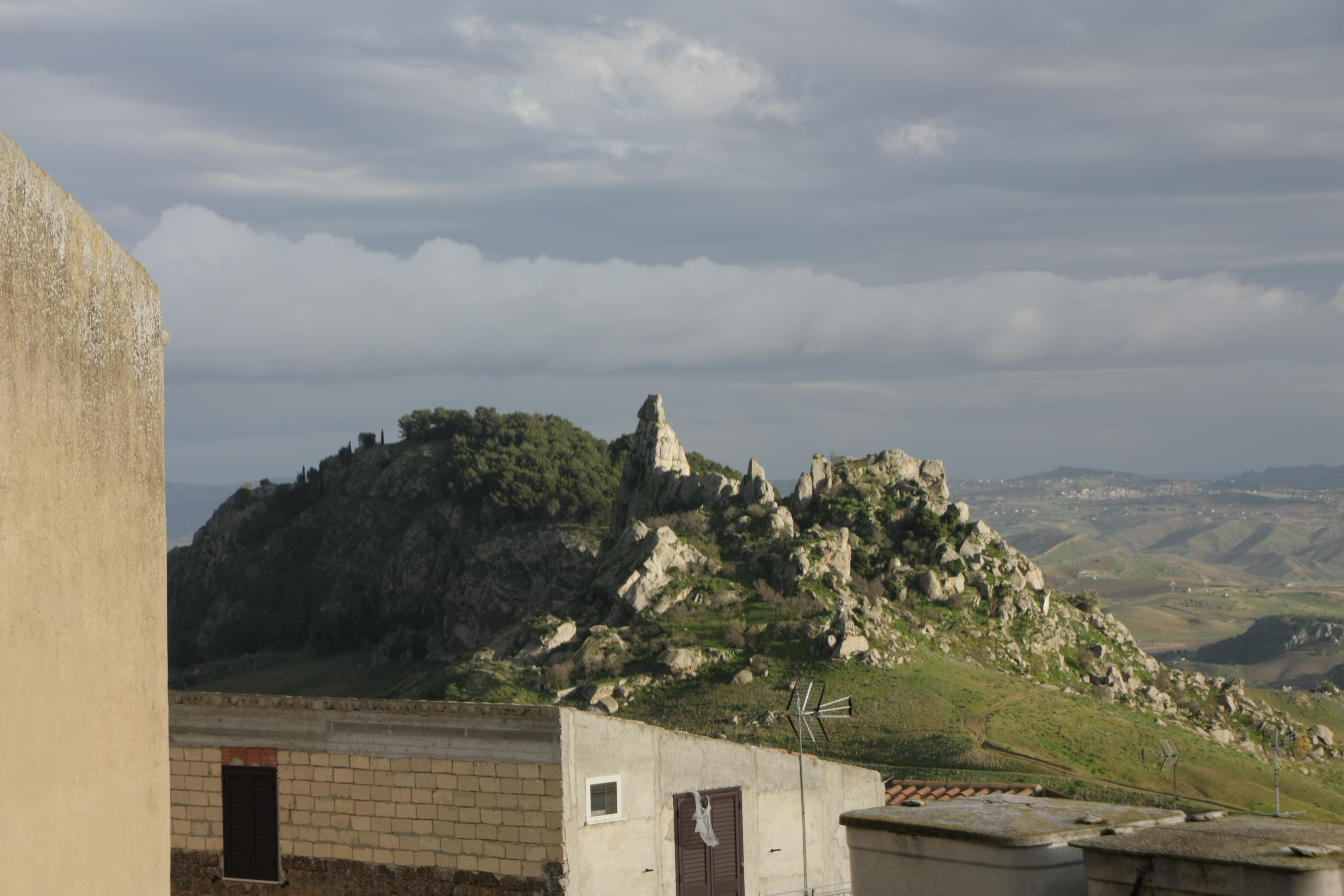
Výhled ze Sutery na vrch San Marco
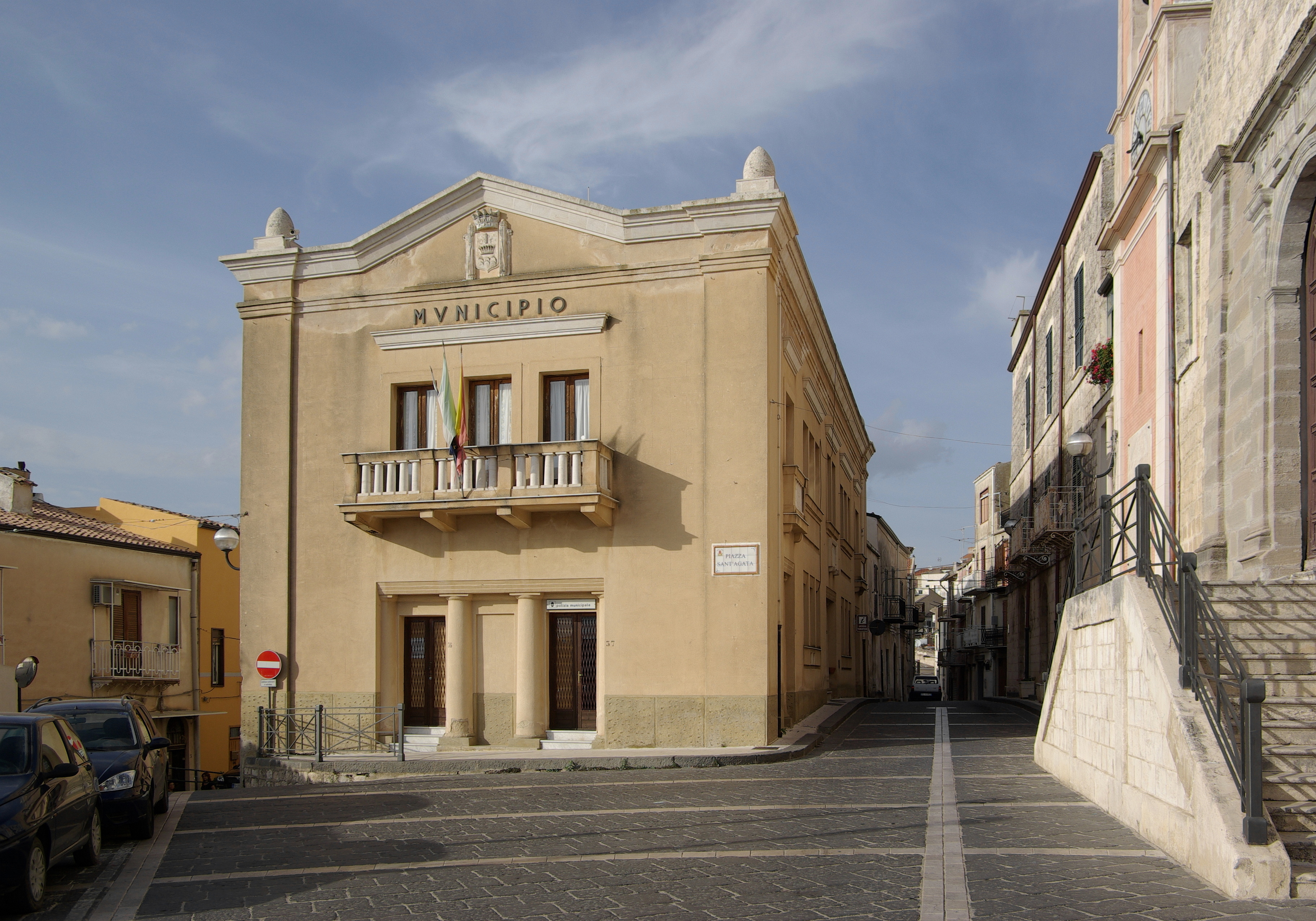
Radnice na náměstí svaté Agáty
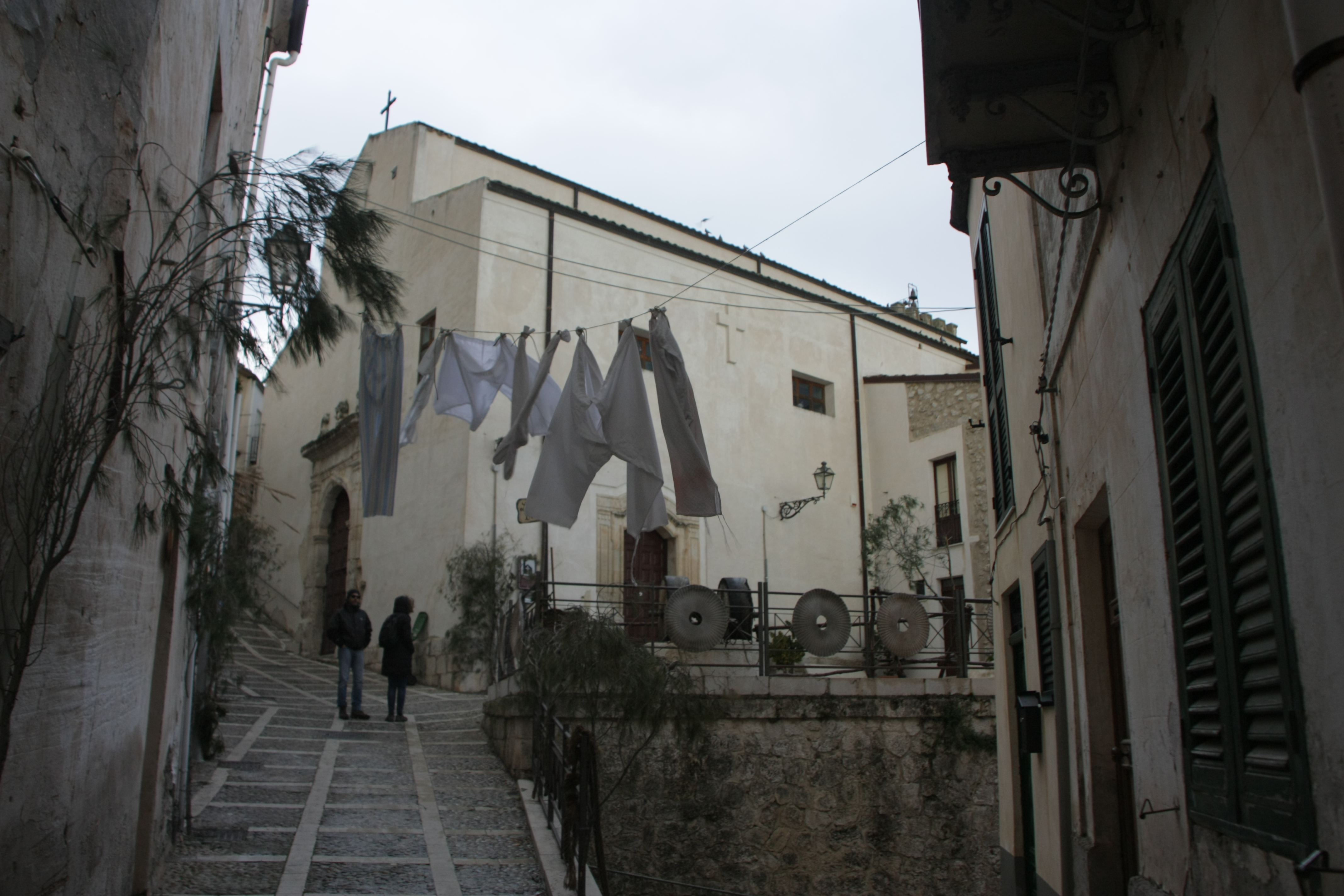
Ulice v Rabatu u chrámu Nanebevzetí Panny Marie
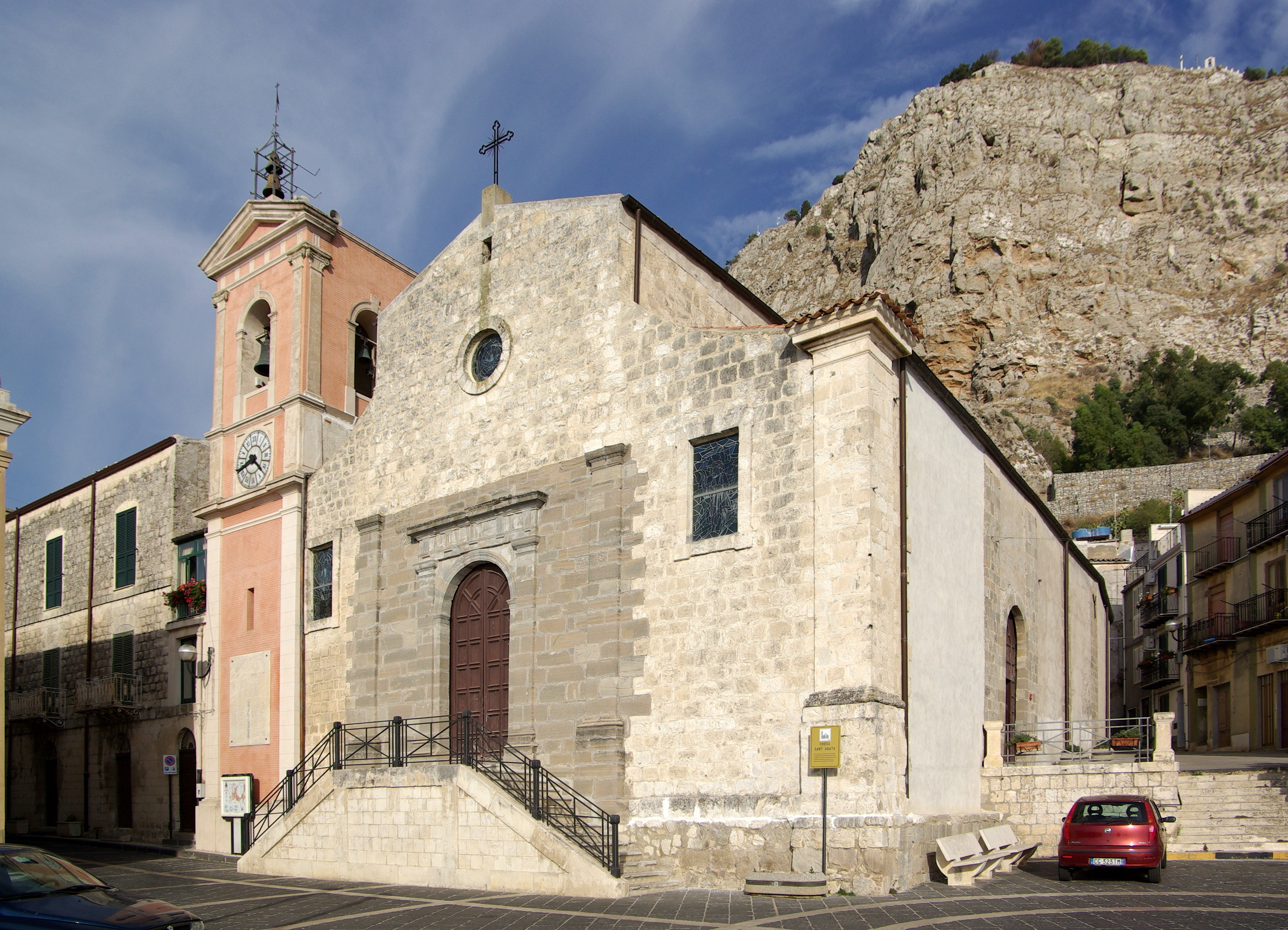
Kostel sv. Agáty a hora San Paolino
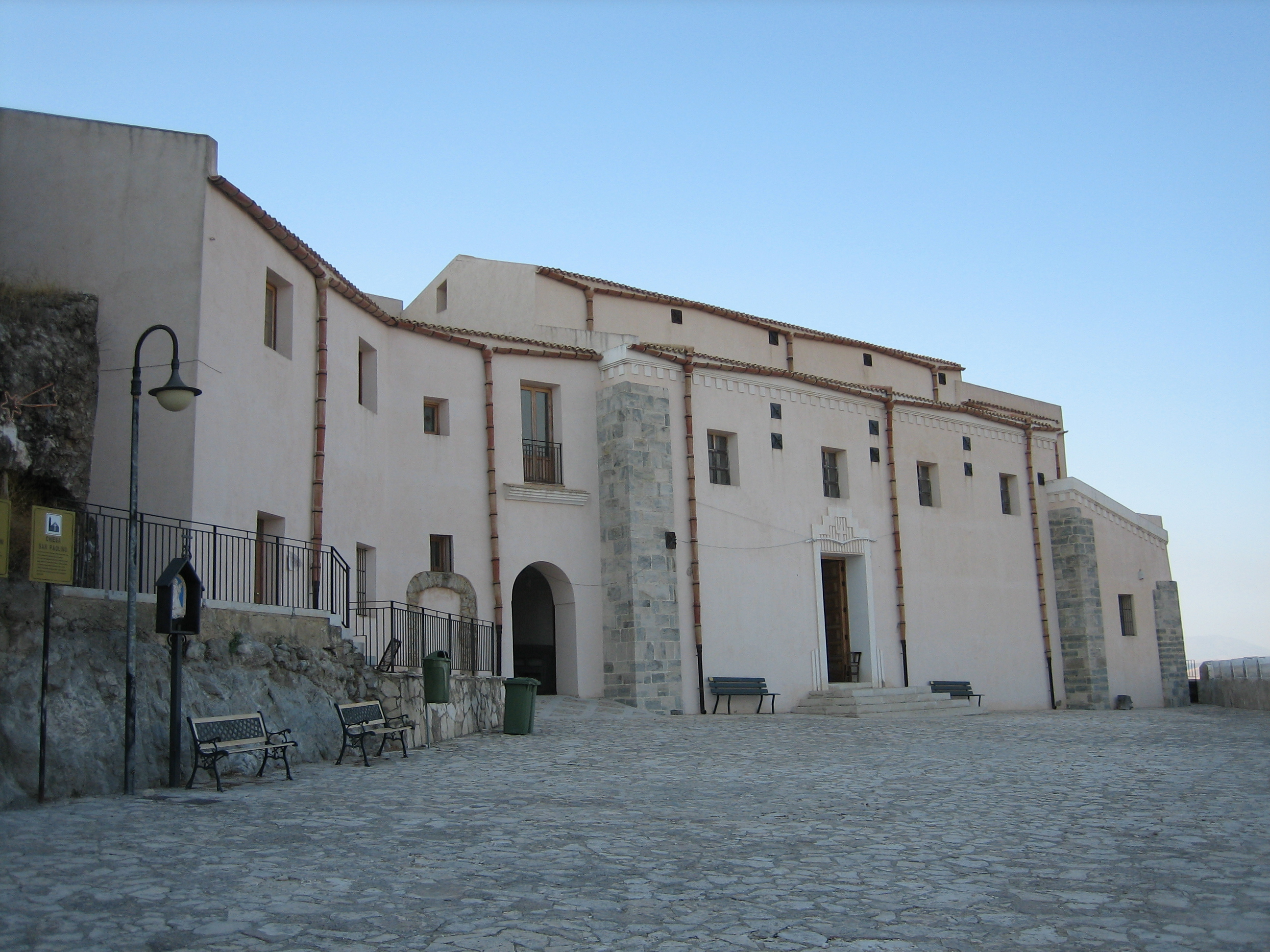
Kostel sv. Paulína z Noly
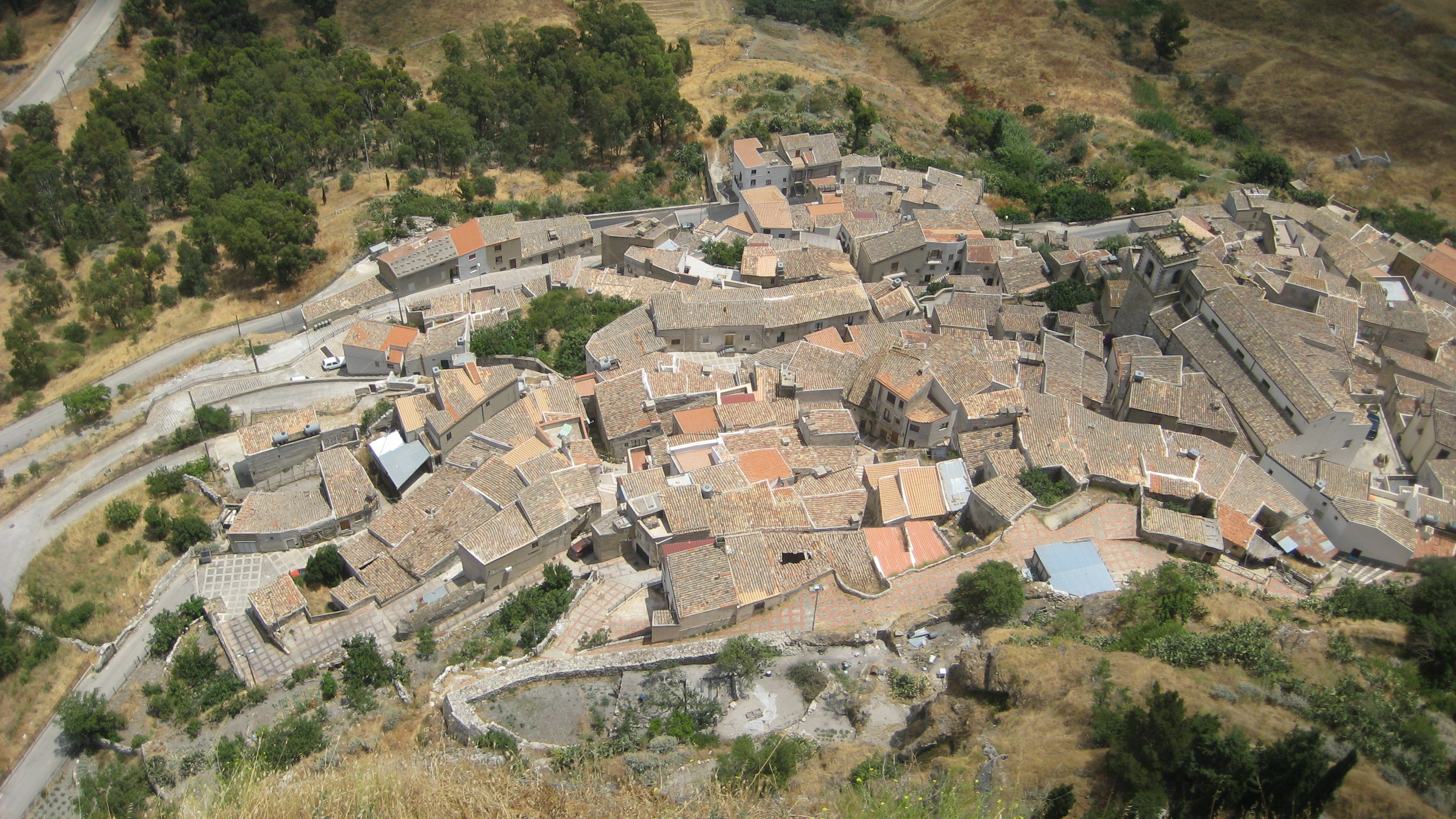
Rabato, vpravo kostel P. Marie Karmelské
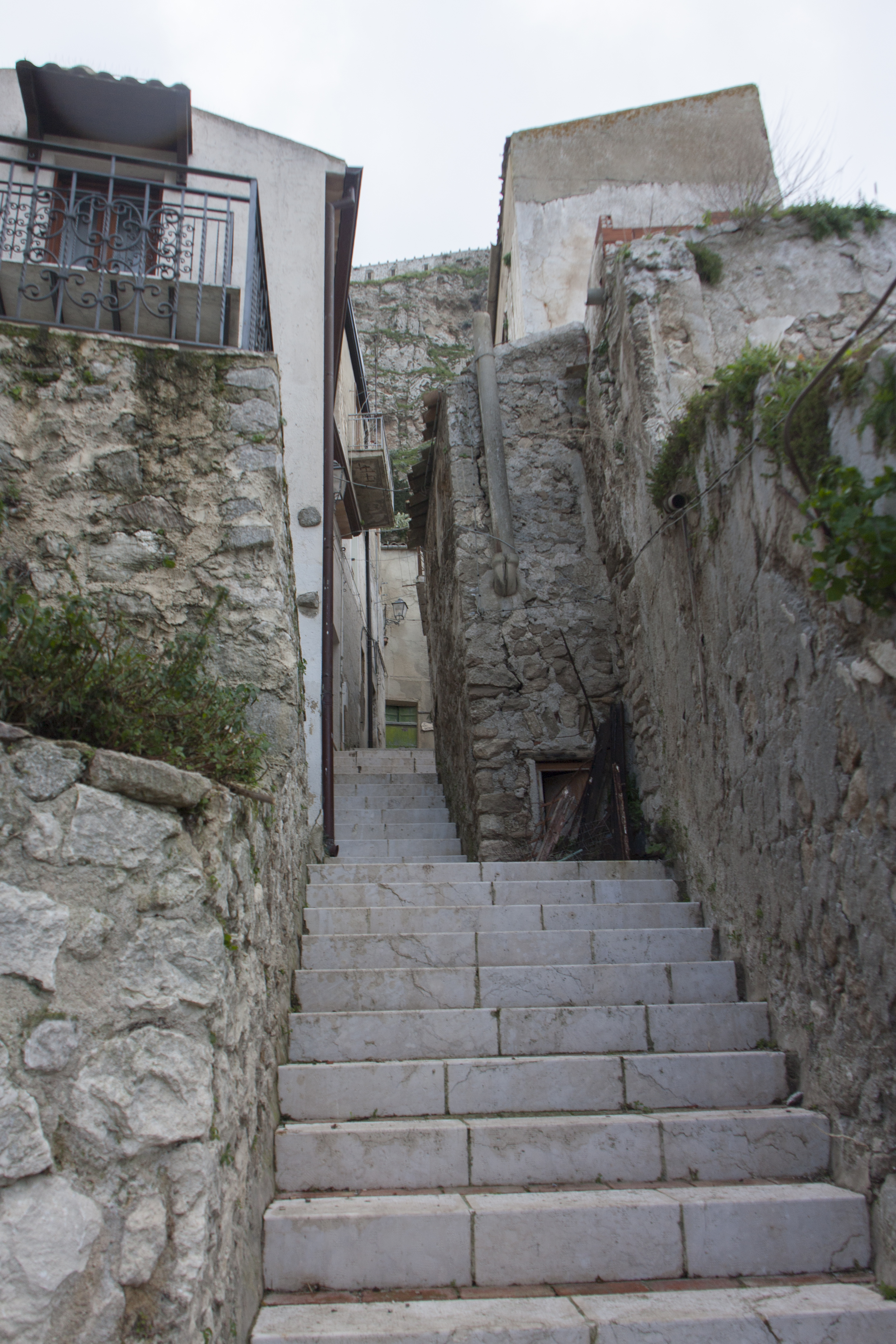
Ulička v někdejší arabské čtvrti Rabato